# Storbyen ved Nat
Storbyen ved Nat er en italiensk stumfilm fra 1915 af Carmine Gallone.

## Medvirkende
- Lyda Borelli som Lyda.
- Cecyl Tryan som Cecyl.
- Fulvia Perini som Fulvia Rogers.
- Augusto Poggioli som Bambi Rogers.
- Ruggero Barni som Ruggero Davusky.